# چشم‌انداز دلفت
چشم‌انداز دلفت (هلندی: Gezicht op Delft) یک نقاشی رنگ روغن اثر یوهانس فرمیر است که بین سال‌های ۱۶۶۰ تا ۱۶۶۱ میلادی کشیده شده‌است. این نقاشی از زادگاه نقاش هلندی در زمره آثار مشهور اوست و زمانی کشیده شده که کشیدن چشم‌انداز شهر رایج نبوده است. کار فرمیر در کنار خیابان کوچک و خانه‌ای سر پا در دلفت که مفقود شده، یکی از سه نقاشی مشهور او از شهر دلفت است. استفاده نقاش از نقطه‌چینی در این اثر، تاریخ کشیده‌شدن خیابان کوچک و نبود ناقوس در برج کلیسای جدید، تاریخ نقاشی را تا بین سال‌های ۱۶۶۰ تا ۱۶۶۱ محدود می‌کند. چشم‌اندازی که فرمیر از دلفت کشیده از ابتدای تأسیس موزه مائریتشویس در ۱۸۲۲ در اتاق نقاشی‌های خاندان سلطنتی هلند این موزه در لاهه نگهداری می‌شود.
مارسل پروست در رمان در جستجوی زمان ازدست‌رفته، فرمیر را ستایش کرده و در مورد این اثر گفته «از زمانی که چشم‌انداز دلفت را در موزه لاهه دیده‌ام، متوجه شده‌ام زیباترین نقاشی جهان را دیده‌ام.»